# Alfred Deakin
Alfred Deakin (3. srpna 1856, Melbourne – 7. října 1919, Melbourne) byl australský politik, který byl ve třech obdobích premiérem Austrálie (1903–1904, 1905–1908 a 1909–1910). Dvakrát též držel post ministra zahraničí (1903–1904, 1905–1908). V prvních dvou premiérských mandátech reprezentoval Protekcionistickou stranu (vedl ji 1903–1909), v tom třetím zastupoval Liberální stranu, jejímž předsedou byl v letech 1909–1913. Byl jedním ze zakladatelů Australské federace a jeho vliv na ranou australskou politiku je hodnocen jako enormní. Byl hlavním architektem zakladatelské státní ideologie, jejíž součástí byla politika bílé Austrálie, povinná státní arbitráž sporů mezi zaměstnavateli a odbory, protekcionismus, státní paternalismus a podpora Britského impéria. To vše tvořili základ australského socioekonomického rámce až do 20. století. Deakin platil za vynikajícího parlamentního řečníka.

## Život
Narodil se ve středostavovské rodině. V roce 1879, věku 23 let, byl zvolen do zákonodárného shromáždění státu Victorie. Roku 1877 se stal se advokátem, aniž by plně dokončil univerzitní vzdělání (tehdejší zákony to umožňovaly). Poté se pokoušel o literární a novinářskou kariéru (psal do deníků The Age a The Leader). Žurnalistiku zcela neopustil nikdy, psal anonymní politické komentáře pro londýnský list Morning Post, ještě když byl premiérem. Ve svém raném novinářském období se také nadchl pro protekcionismus, ačkoli původně plédoval pro volný trh.
Roku 1883 se prvně dostal do provinciální vlády, dvakrát také působil jako generální prokurátor státu Victoria. V 90. letech 19. století se stal jednou z vůdčích postav hnutí za vytvoření federace australských kolonií. Pracoval ve výborech, které navrhly federální ústavu. Později vedl kampaň v řadě referend a lobboval u britské vlády. Po vzniku Australské federace v roce 1901 se stal prvním federálním generálním prokurátorem. V září 1903 se stal druhým australským premiérem. Byl prvním premiérem, který vyhlásil předčasné volby. Učinil tak, aby zaskočil své oponenty a využil velkého počtu vzdělaných voliček, které mohly poprvé hlasovat.
Deakin se vrátil do úřadu v polovině roku 1905 a udržel si jej tři roky. Během tohoto nejdelšího období ve funkci premiéra byla jeho vláda zodpovědná za mnoho základních zákonů. Byla vytvořena australská měna. V roce 1905 byl schválen zákon o autorských právech, v roce 1906 byl založen Statistický úřad, v roce 1908 Meteorologický ústav. V roce 1906 Deakinova vláda novelizovala zákon o soudnictví tak, aby se počet soudců Nejvyššího soudu zvýšil na pět, jak předpokládala ústava. Bylo přijato rovněž první ochranné federální clo. Papuánský zákon z roku 1905 ustanovil australskou správu nad bývalou Britskou Novou Guineu a Deakin jmenoval Huberta Murraye viceguvernérem Papuy v roce 1908. Ten pak Papuy vládl 32 let jako benevolentní paternalista. Deakin energicky, i když neúspěšně, bojoval proti přesunu hlavního města do Canberry. V prosinci 1907 předložil první návrh zákona o zavedení povinné vojenské služby. Nastoupil cestu k vybudování námořnictva nezávislého na Británii.
V roce 1909 inicioval velké sjednocení antisocialistických sil známé jako Fusion, které znamenalo začátek systému dvou stran ve federální politice a umožnilo mu vytvořit první většinovou australskou vládu. Deakin považoval své poslední funkční období ve funkci premiéra, od června 1909 do dubna 1910, za nejproduktivnější. Mj. vytvořil úřad australského vysokého komisaře ve Spojeném království, čímž de facto vznikla australská diplomacie. K jeho překvapení však labouristé získali ve volbách v roce 1910 většinu v obou komorách a musel úřad opustit. Z politiky odešel v roce 1913, v raném stádiu degenerativního neurologického onemocnění, které vedlo k jeho smrti ve věku 63 let.
By vegetariánem, spiritistou a inklinoval k teozofii. Jeho deníky později prozradily, že se v politice cítil být nástrojem prozřetelnosti. Posmrtně, roku 1944, vyšel soubor jeho úvah o smyslu Austrálie nazvaný The Federal Story.